# Région de Kankan
La région de Kankan est une subdivision administrative de la Guinée. La ville de Kankan en est le chef-lieu.

## Subdivision
La région compte 5 préfectures (Kankan, Kérouané, Kouroussa, Mandiana et Siguiri), 53 sous-préfectures, 5 communes urbaines, 53 communes rurales, 878 districts, 68 quartiers et 1 864 secteurs.

## Géographie
La région est limitrophe de deux régions guinéennes à l'ouest, la région de Faranah, et au sud la Région de Nzérékoré, à l'est, la région possède une frontière commune au nord et à l'est avec le Mali au sud-est avec la Côte d'Ivoire. 
| Faranah | Kita      | Koulikoro |
| Faranah | Kankan    | Bougouni  |
| Faranah | Nzérékoré | Denguélé  |

Elle occupe tout le nord-est et le centre du territoire guinéen. Plus grande région administrative de Guinée, elle couvre une superficie de 72 145 km2.
C'est un vaste plateau (altitude moyenne : 250 m) entaillé par les vallées du Tinkisso, du Niger et du Milo, qui forme la majeure partie de la zone de savane du nord du pays : la Haute-Guinée.

### Hydrographie
L’hydrographie de la région est dominée en grande partie par le Niger et ses affluents auxquels s’ajoutent le Bakoye et le Bafing formant le fleuve Sénégal.

## Climat
une saison sèche allant de novembre à avril et qui enregistre des températures très élevées et constantes (en moyenne 30°C) avec des extrêmes qui vont de 28°C à Kérouané à 41°C à l’ombre à Siguiri ;
une saison pluvieuse qui va de mai à octobre avec une pluviométrie variant entre 1100 et 1800 mm d’eau par an.

## Population
La population de la région de Kankan est estimée à 2 476 006 habitants en 2022, selon l'Institut national de la statistique de Guinée.
Elle est la région la plus peuplée de la Guinée, devant la région spéciale de Conakry ; la densité moyenne est de 30 habitants au km².
La préfecture de Siguiri est la plus peuplée de la région et de Guinée avec 766 593 habitants de la population régionale, dont 380 375 femmes en 2018.
La population de la région est majoritairement composée de Malinkés et leur langue, le Malinké, est largement parlée. Mais plusieurs minorités ethniques cohabitent avec les Malinkés dans la région dont le Ouassoulounkés, Peulhs, Dialonkés, Kourankos, etc.

## Préfectures
La région de Kankan est composée de cinq préfectures :
- la préfecture de Kankan
- la préfecture de Kérouane
- la préfecture de Kouroussa
- la préfecture de Mandiana
- la préfecture de Siguiri